# Mitsuoka
Mitsuoka Motor (яп. 光岡自動車 Мицуока дзидо:ся, «Автомобили Мицуока») — небольшая японская автомобильная компания, производящая преимущественно автомобили, напоминающие своим дизайном британские автомобили 1950-х и 1960-х годов. В производственной линейке присутствуют также микроавтомобили (Mitsuoka MC-1, Mitsuoka Convoy88 и т. д.) и спортивный автомобиль (Mitsuoka Orochi). Также компания создаёт катафалки на основе своих моделей и других марок. Помимо производства автомобилей Mitsuoka занимается продажей новых и подержанных автомобилей западных брендов. Mitsuoka является 10-й авторизованной автомобильной компанией Японии. На данный момент у компании в производстве пять моделей: полноразмерный седан Mitsuoka Galue, среднеразмерный седан Mitsuoka Ryugi, субкомпактный Mitsuoka Viewt, родстер Mitsuoka Himiko и трёхколёсный электрический микроавтомобиль Mitsuoka Like-T3.

## История

### Ранние годы (1968—1989)
Компания Mitsuoka была основана в 1968 году Сусумой Мицуокой. 
Поначалу фирма занималась предпродажной подготовкой бывших в употреблении автомобилей с последующей их продажей, а затем — импортом французских микроавтомобилей с двигателями объёмом около 50 кубических сантиметров.
В 1982 году компания Mitsuoka приступила к выпуску собственных транспортных средств, первым из которых стал трёхколёсный микроавтомобиль Mitsuoka Bubu Shuttle 50 с двигателем объёмом 50 кубических сантиметров. После него последовали ещё некоторые варианты трёхколёсных микроавтомобилей: Bubu 501, Bubu 502, Bubu 503, а в 1985 году — четырёхколёсный микроавтомобиль в ретростиле Bubu 505-C.
В 1987 году была запущена первая реплика компании — Mitsuoka Bubu Classic SSK, внешне отсылающая к Mercedes-Benz SSK 1920-х годов. Через два года была представлена Mitsuoka Bubu 356 Speedstar, внешне являющаяся репликой Porsche 356. При создании автомобиля были использованы фольксвагеновские шасси и двигатель. Всего было построено 99 экземпляров.

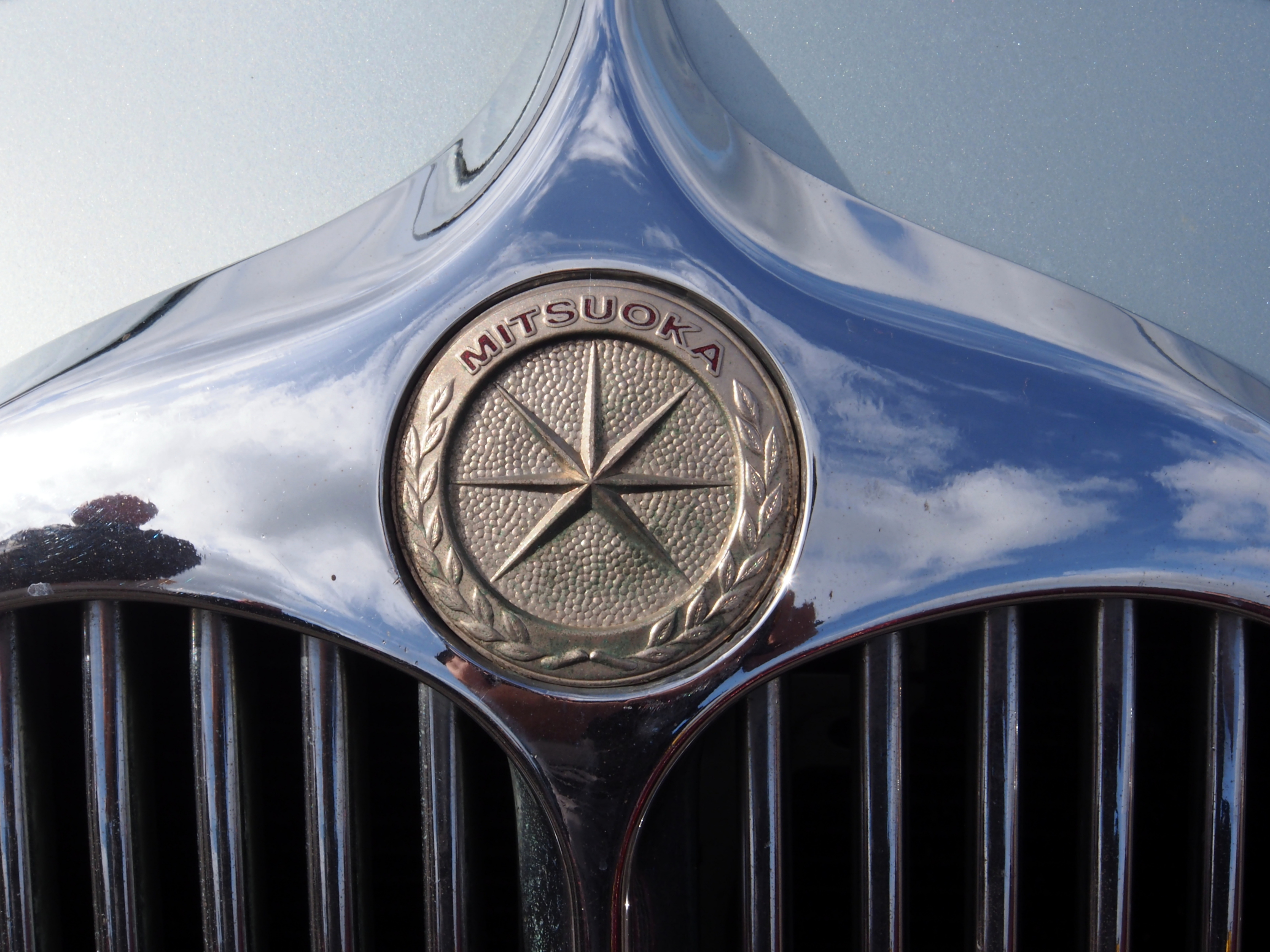
Логотип компании на капоте автомобиля Mitsuoka Viewt
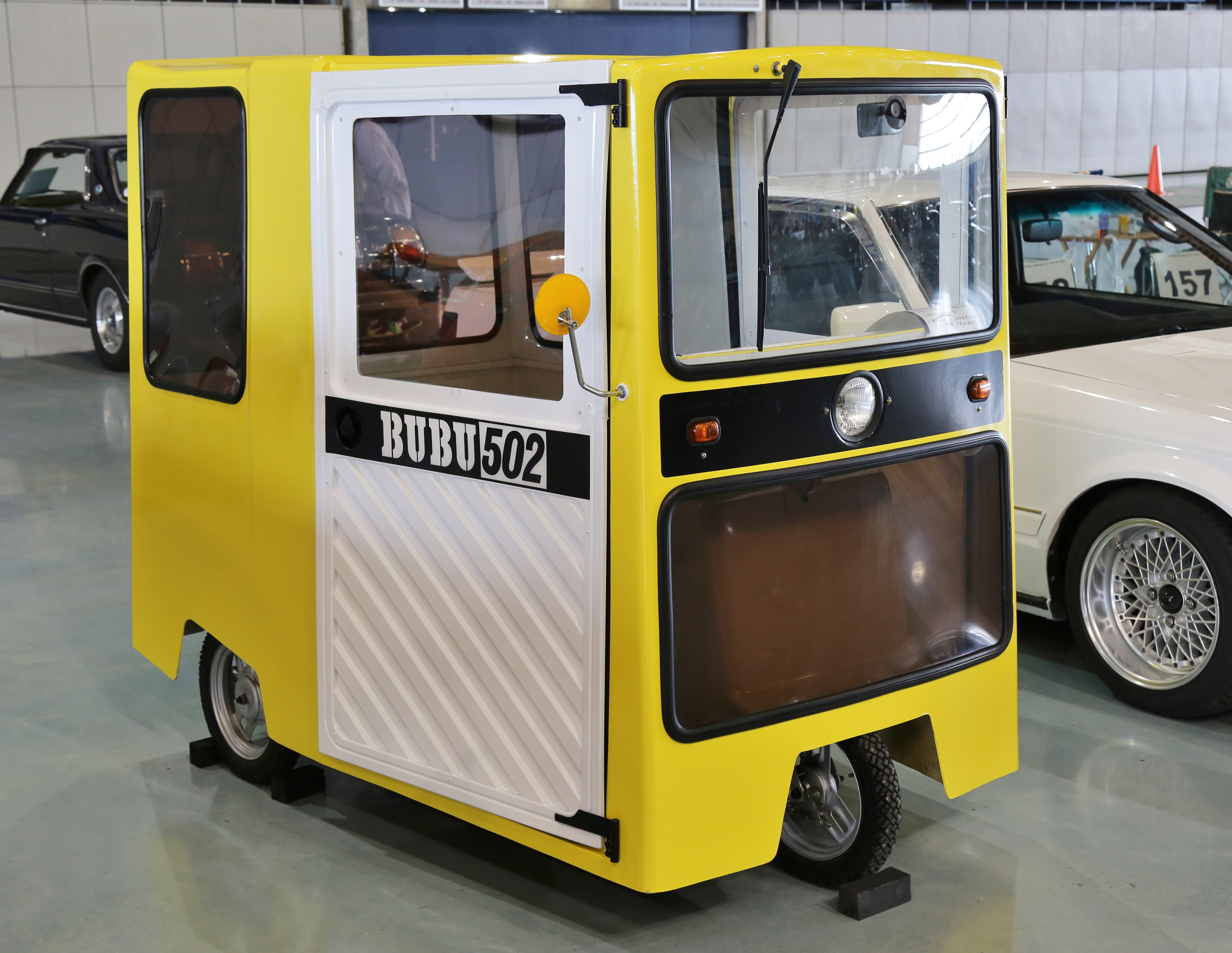
Трёхколёсный микроавтомобиль Mitsuoka Bubu 502
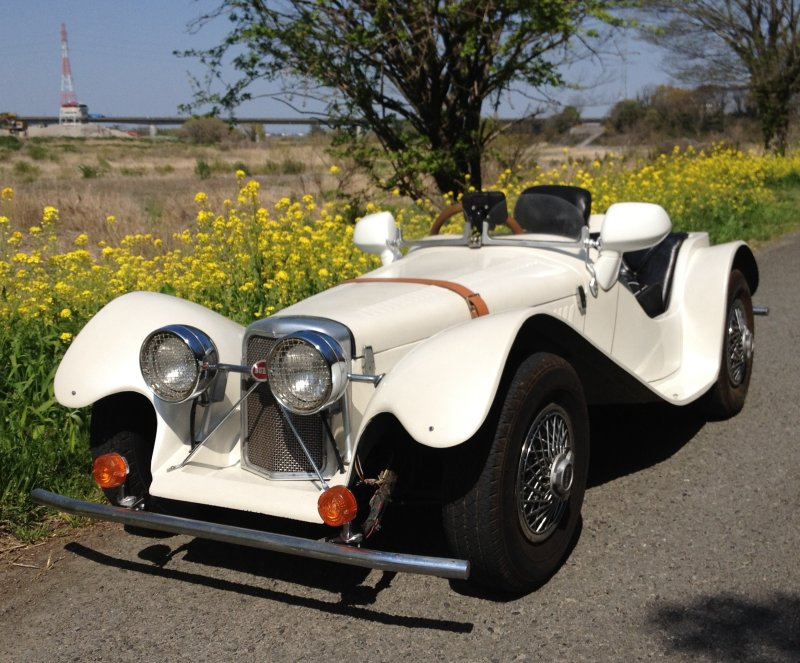
Микроавтомобиль Mitsuoka Bubu 505-C

### (1990—1999)
В 1990 году компания представила Mitsuoka Le-Seyde, который является модифицированым Nissan Silvia пятого поколения (S13). Всего было создано 500 экземпляров, которые были распроданы за четыре дня. Открытая версия, появившаяся в 1991 году, под названием Mitsuoka Dore базировалась на Ford Mustang третьего поколения. Оба автомобиля производились до 1993 года. Первое поколение автомобилей семейства Mitsuoka Viewt, основанное на втором поколении Nissan March (K11), берёт своё начало в 1993 году. Внешне автомобиль похож на Jaguar Mark II 1960-х годов. Является самой продаваемой моделью компании, тираж которой доходил до 1000 экземпляров в год.
В 1994 году был построен автомобиль Mitsuoka Zero-1, внешне реплика Lotus Super Seven, который в 1996 году получил одобрение в качестве транспортного средства и компания Mitsuoka стала 10-й авторизованной автомобильной компанией Японии. Осенью 1996 года было запущено второе поколение Zero-1 под названием Zero-1 Classic Type-F.
Седан Mitsuoka Galue первого поколения был создан на основе Nissan Crew и производился с 1996 по 2001 года. Также в 1996 году было представлено первое поколение небольших автомобилей Mitsuoka Ray, визуальный вид которых был вдохновлён автомобилями Wolseley. В основе первого трёхдверного поколения был использован Autozam Carol (Mazda Carol). Создатели, работая над внешним видом, вдохновлялись автомобилем 1961 года — Wolseley Hornet. Два последующих поколения были пятидверными.
В феврале 1998 года был запущен седан среднего класса Mitsuoka Ryoga, выпускавшийся до 2000 года, на основе второго поколения Nissan Primera (P11). У автомобиля была также версия в кузове универсал. Также в этом году компания запустила семейство одноместных микроавтомобилей начатое с моделей Mitsuoka MC-1, K-1 и K-2. Позже представив электрический вариант MC-1 — MC-1EV. Ray второго поколения, в котором компания постаралась уйти от очевидного сходства с автомобилями Wolseley, был представлен в октябре 1999 года и представлял собой модифцированную версию новой Mazda Carol. Для второго поколения Galue, запущенного также в 1999 году, был модифицирован Nissan Cedric десятого поколения (Y34). 

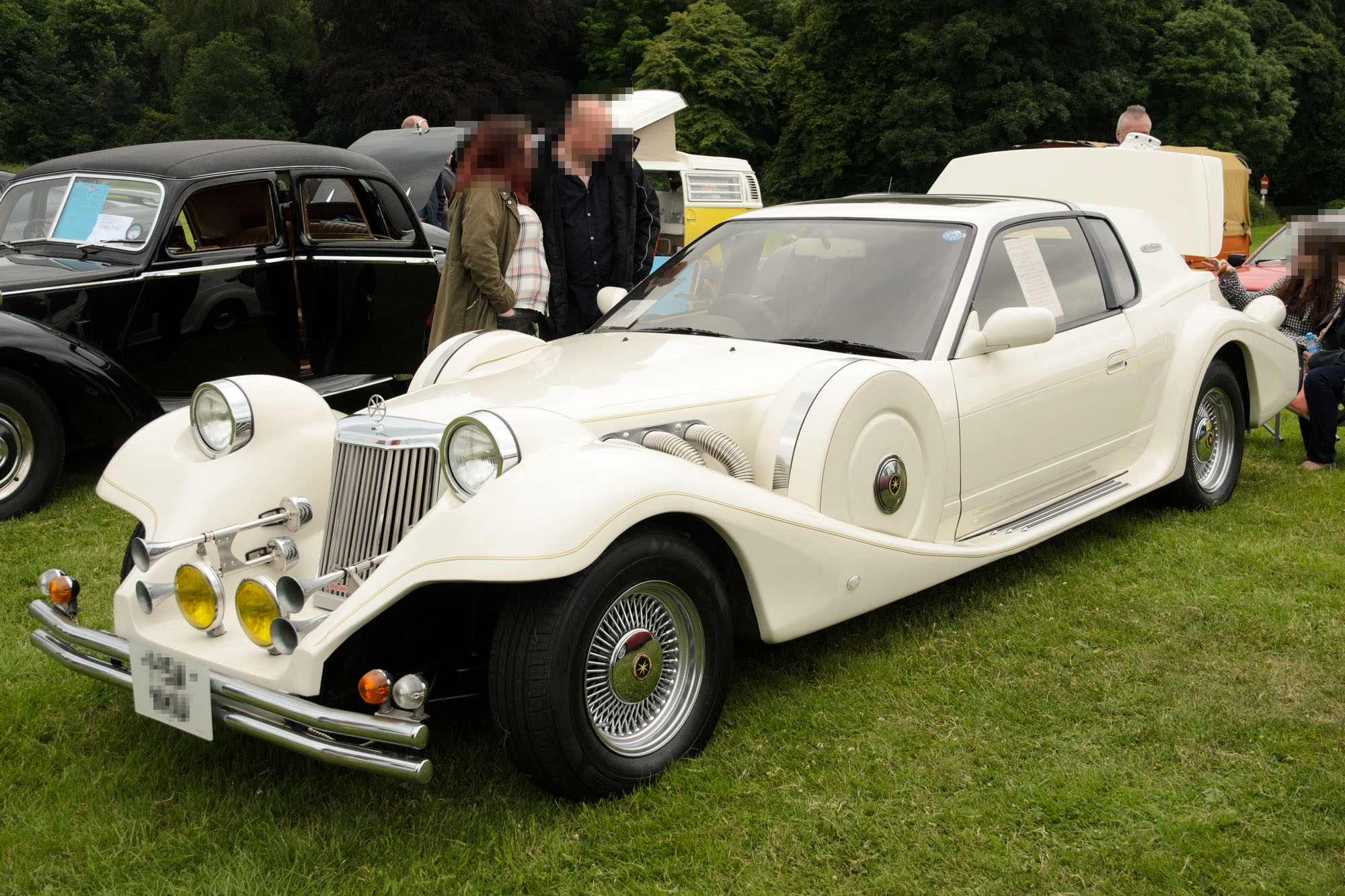
Mitsuoka Le-Seyde
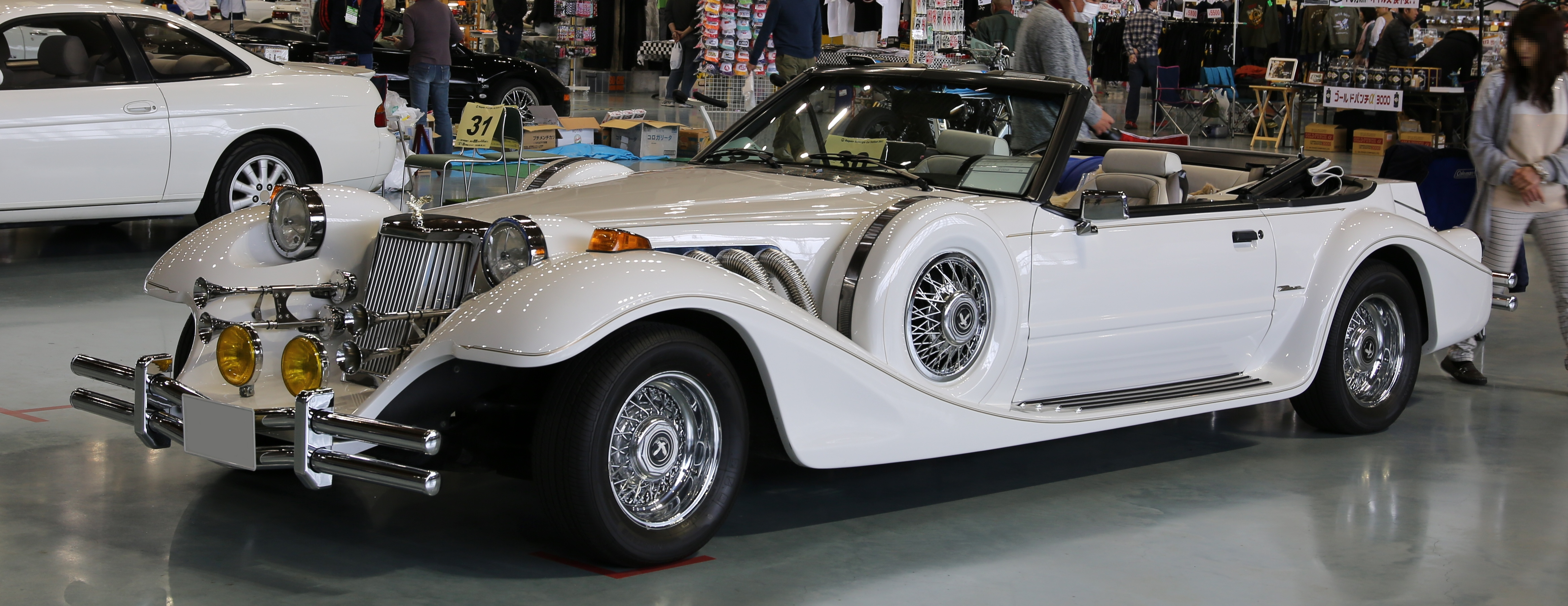
Открытая версия Le-Seyde: Mitsuoka Dore
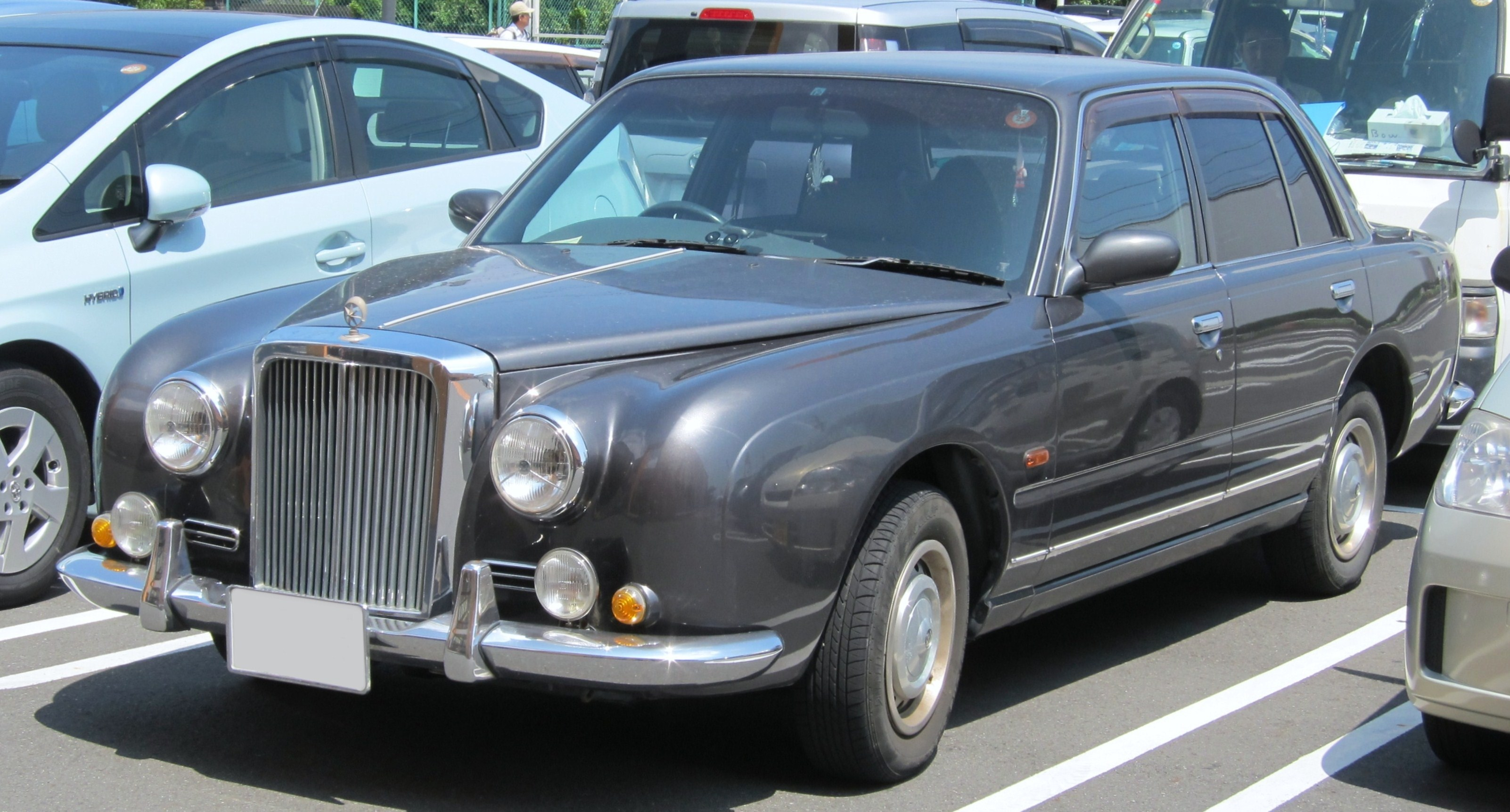
Mitsuoka Galue первого поколения
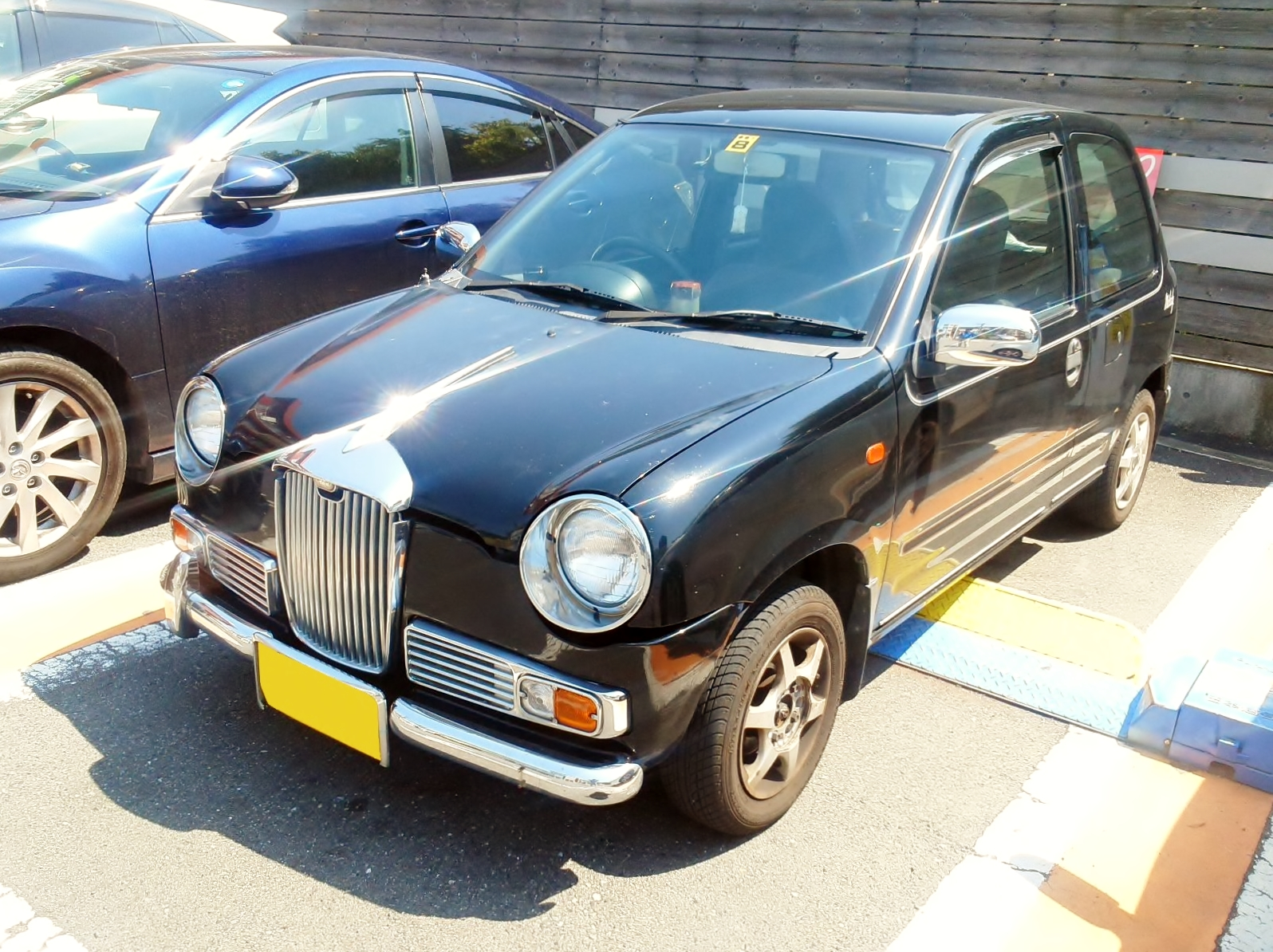
Первое поколение Mitsuoka Ray
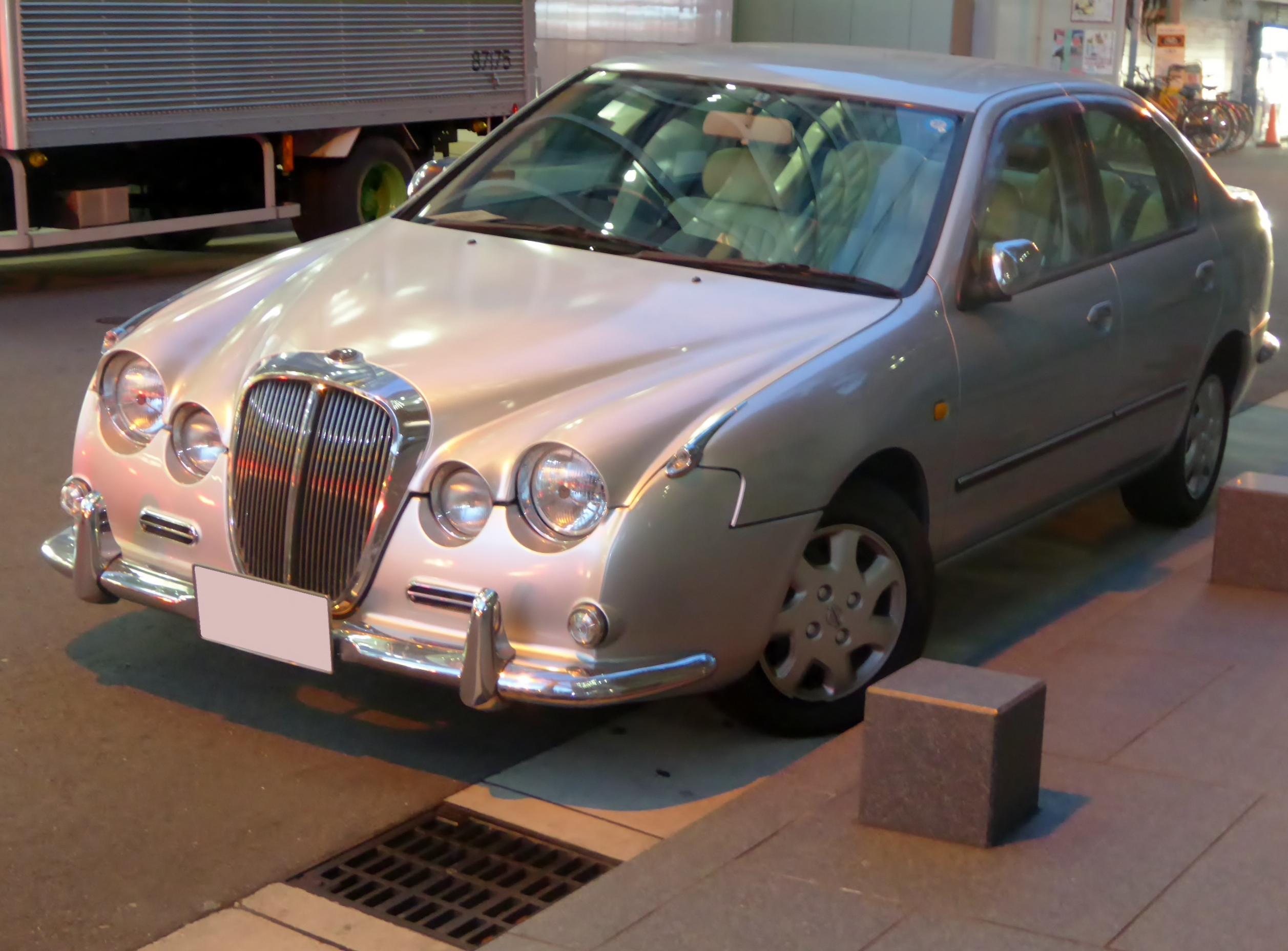
Mitsuoka Ryoga первая версия

### (2000—2009)
Весной 2000 года была запущена, вдохновлённая лондонским такси, модель Mitsuoka Yuga. Позднее компания приобрела права в качестве дистрибьютора автомобилей London Taxis International. Второе поколение Le-Seyde под названием New Le-Seyde, основанное уже на Nissan Silvia седьмого поколения (S15), появилось в ноябре 2000 года и  производилось до 2001 года. 
Летом 2001 года было запущено второе поколения семейства Ryoga базирующееся на основе Nissan Sunny (B15). В отличие от первого поколения, в котором был видоизменён только перед автомобиля, здесь компания поработала и над изменением задней части автомобиля благодаря чему узнать в ней Nissan Sunny было очень сложно. Модель производилась до 2011 года. В 2002 году появилось третье поколение семейства Ray, в основе которого лежал Daihatsu Mira Gino. Передняя часть автомобиля стилизована под Wolseley 1100 1965 года. Также в 2002 году был запущен электрический микроавтомобиль Mitsuoka Convoy88. Позже, компания представила её улучшенную версию, установив впервые для Японии литий-ионные аккумуляторы на микроавтомобиль.
После подписания договора с компанией Honda, весной 2004 года появилось первое поколение седана Mitsuoka Nouera на базе Honda Accord. В июле 2005 года было представлено третье поколение Mitsuoka Galue основанное уже на первом поколении Nissan Fuga (Y50). В августе была представлена микроверсия автомобиля Mitsuoka Classic Type F — микроавтомобиль Mitsuoka Micro Type-F тиражом в 200 экземпляров. В сентябре этого же года было запущено второе поколение Viewt, основа которого также обновилась до третьего поколения: Nissan March (K12). Осенью 2006 года был запущен в производство спорткар собственной разработки Mitsuoka Orochi. Цена спорткара в Японии доходила до 120 тысяч долларов. Позже был представлен микроавтомобиль Mitsuoka Type R (Mitsuoka K-4) тиражом 240 экземпляров. Кабриолет из семейства Galue — Mitsuoka Galue Convertible, был представлен в 2007 году. Автомобиль создан на основе Ford Mustang.
В начале 2008 года была представлена «компактная» модель из семейства Galue — Mitsuoka Galue 2-04, за основу которого была взята Toyota Corolla Axio. Также на основе Toyota Corolla Axio летом было запущено второе поколение седана Nouera — Mitsuoka Nouera 6-02. На базе же Toyota Corolla Fielder была доступна версия в кузове универсал — Mitsuoka Nouera 6-02 Wagon.
В октябре 2008 года была представлена удлинённая на 560 мм версия Mitsuoka Galue — стретч-лимузин Galue S50. Лимузин предлагался по цене от 84000 $. В декабре был представлен родстер Mitsuoka Himiko. Автомобиль создан на основе Mazda MX-5 третьего поколения (NC), шасси которого удлинили на 700 мм. В 2009 году компания стала использовать модель Mitsuoka Viewt с пробегом переделывая их в ещё более компактный Mitsuoka Cute, который стал самым дешёвым в модельном ряду компании.

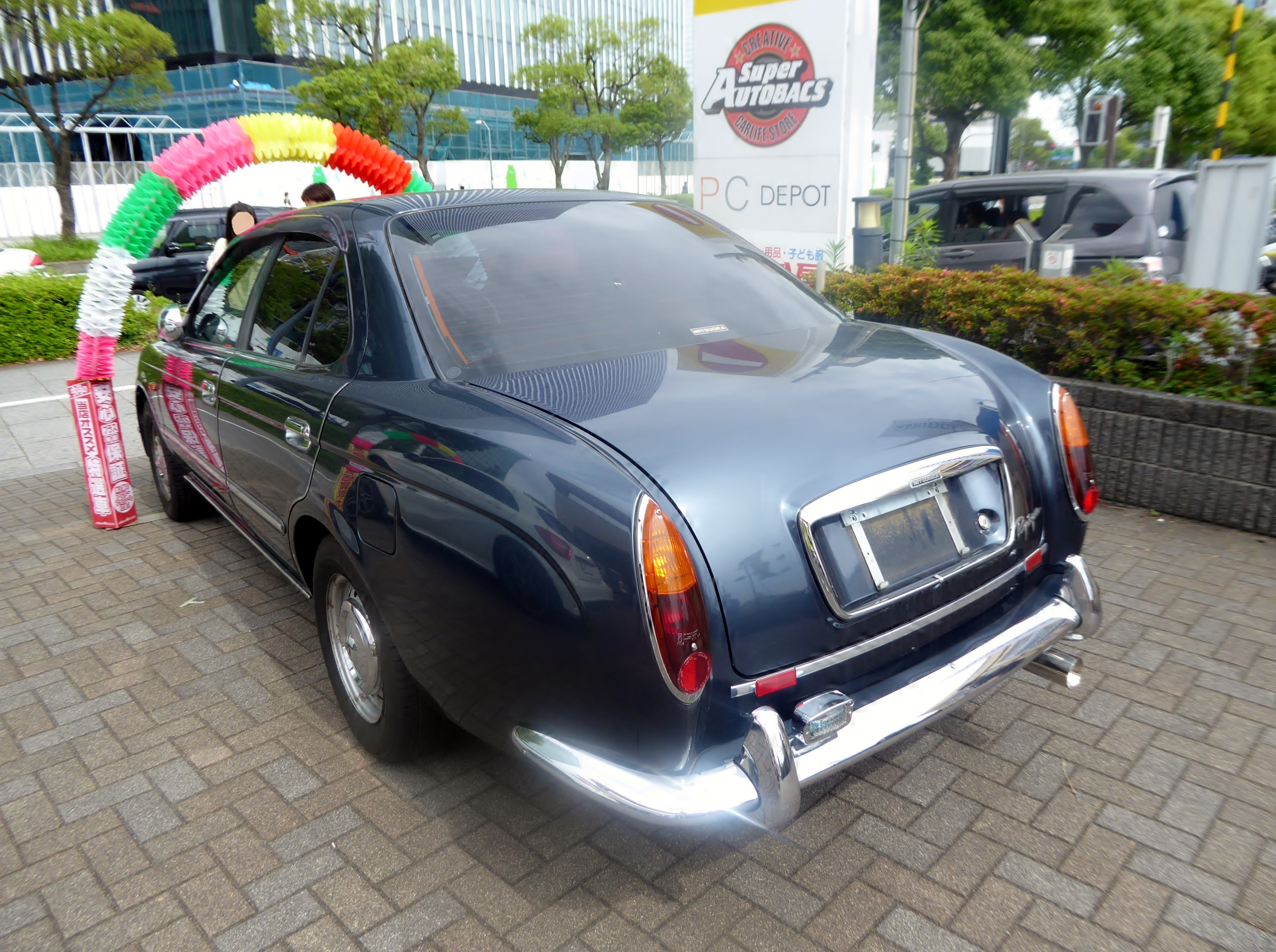
Вторая версия Mitsuoka Ryoga (вид сзади)
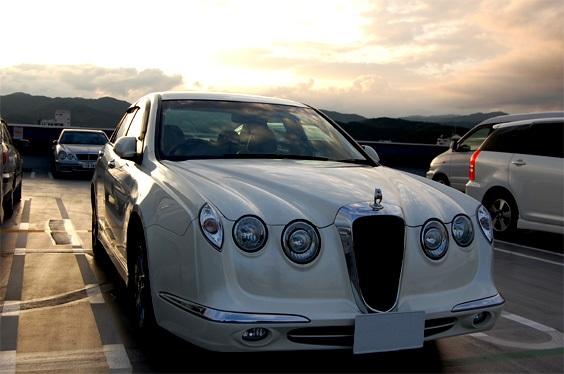
Mitsuoka Nouera первого поколения
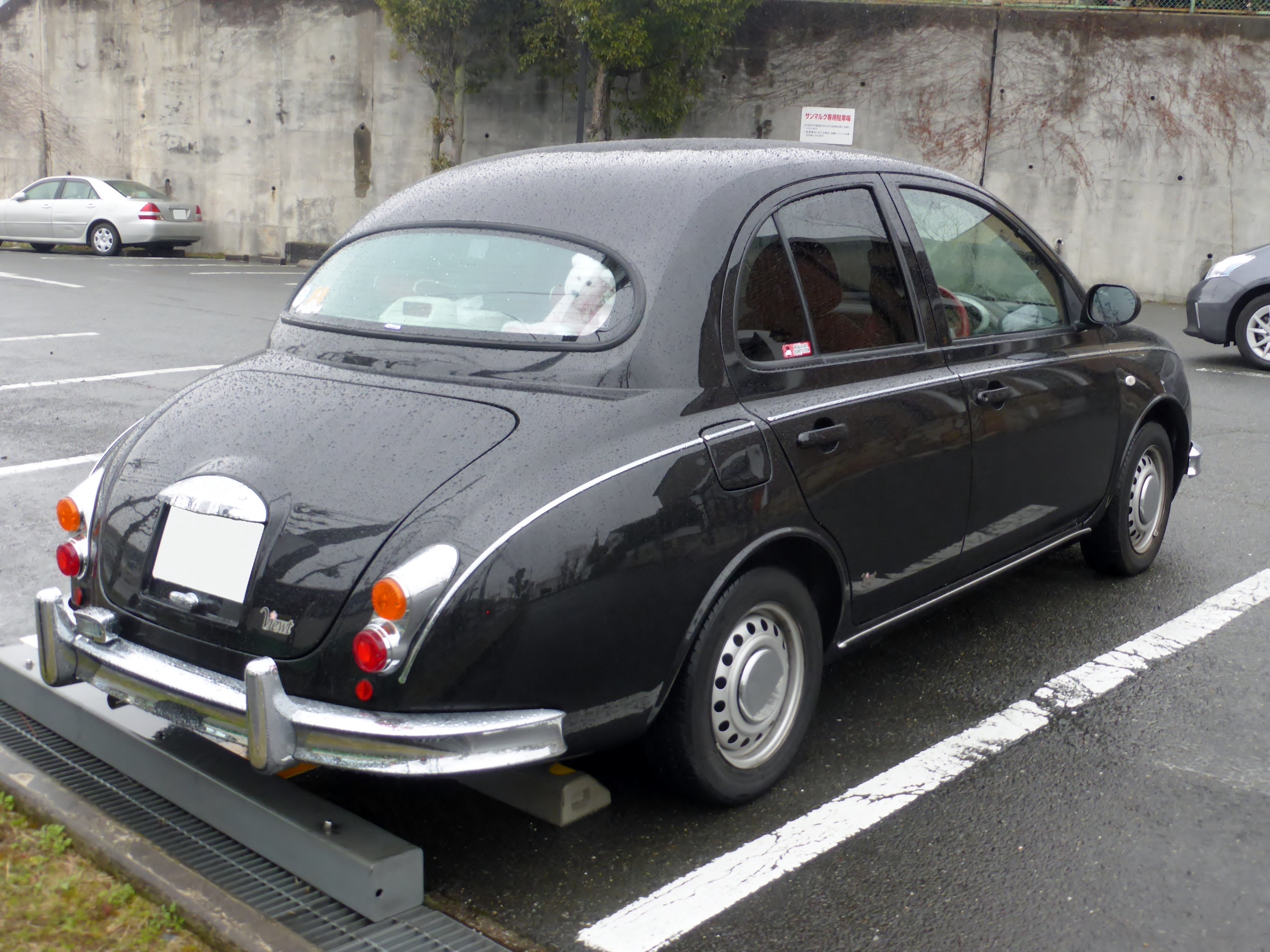
Второе поколение Mitsuoka Viewt (вид сзади)
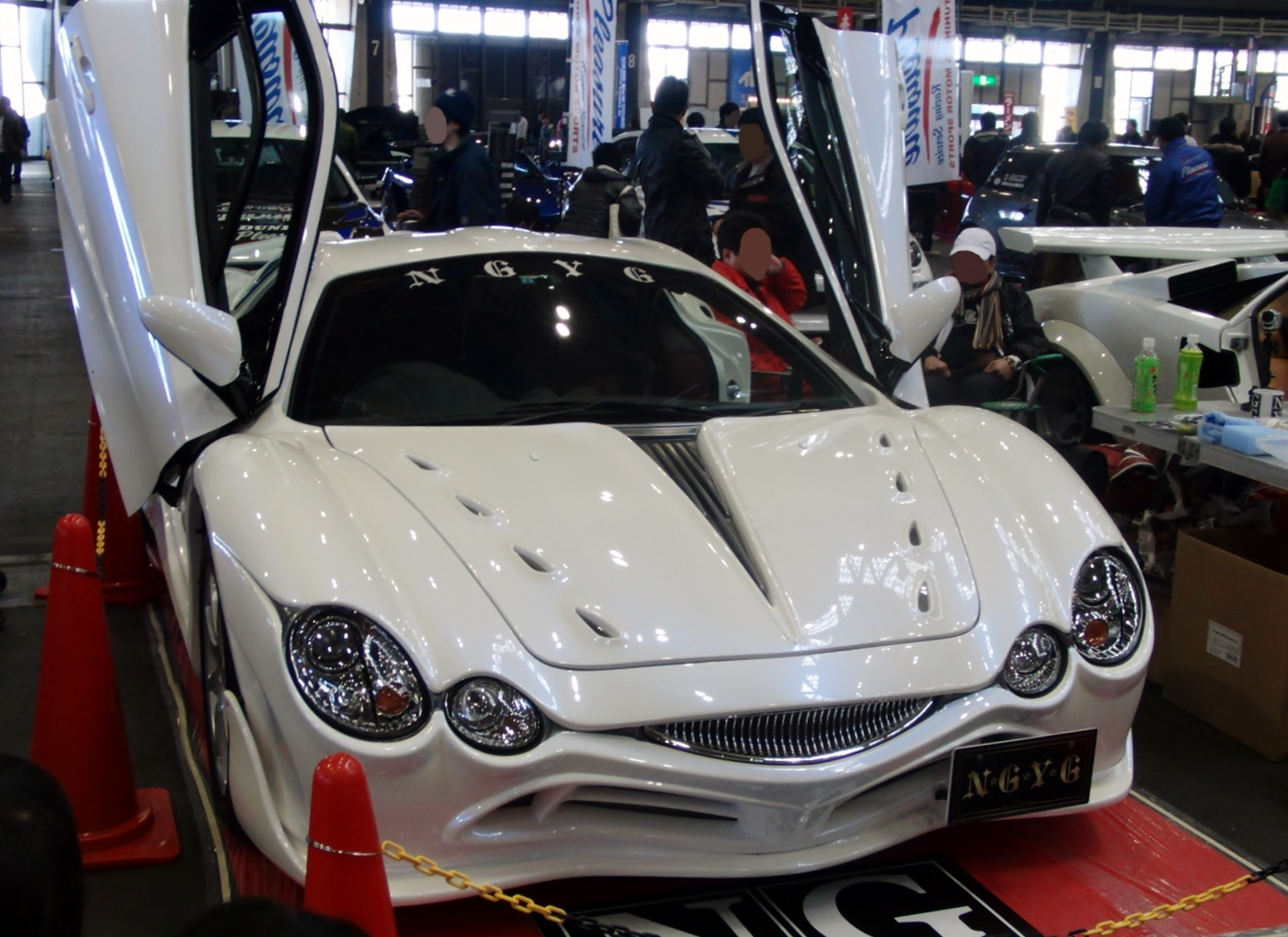
Спорткар Mitsuoka Orochi
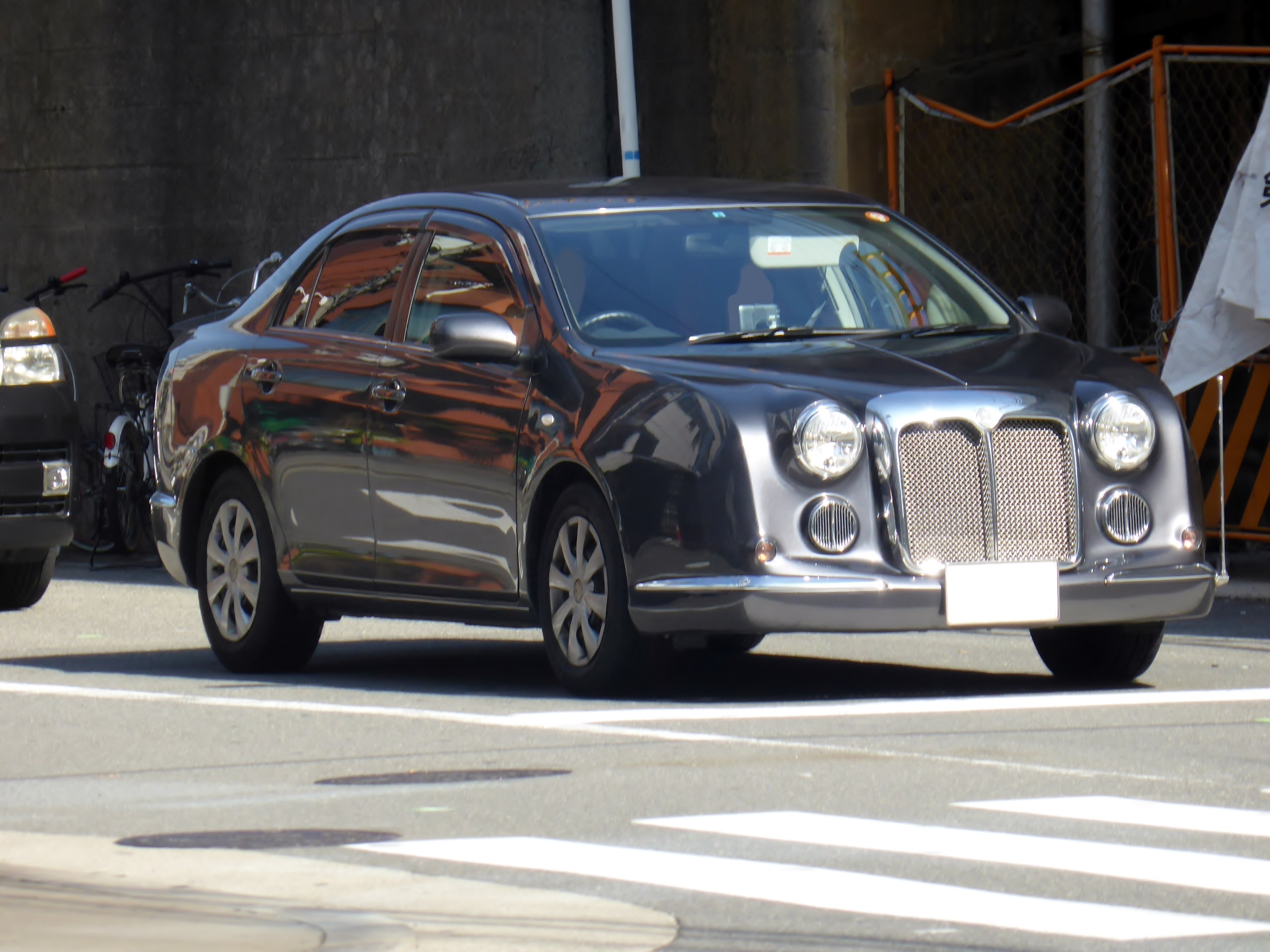
Mitsuoka Galue 2-04

### (2010—2019)
В марте 2010 года была запущена, созданная на основе Toyota Corolla Axio, модель Mitsuoka Galue Classic, а следующим месяцем, в апреле 2010 года, был представлен электрический автомобиль Mitsuoka Like, являющийся модифицированной версией Mitsubishi i-MiEV с увеличенной колёсной базой на 175 мм и вмещающая пять пассажиров. В ноябре этого же года было представлено четвёртое поколение Mitsuoka Galue. Модель создана на основе второго поколения Nissan Teana (J32).
В 2012 году было представлено третье поколение семейства Viewt. В его основе — Nissan March четвёртого поколения (K-13). Также в этом году дебютировал трёхколёсный двухместный электромобиль компании — Mitsuoka Like-T3. Микроавтомобиль обладает грузоподъёмностью в 100 кг.
На основе Toyota Corolla Axio в 2014 году была представлена модель Mitsuoka Ryugi, которая также имела гибридную версию. Пятое поколение Mitsuoka Galue, в основе которого Nissan Teana третьего поколения (L33), было представлено в 2015 году. Также в 2015 году начались продажи Mitsuoka Himiko под названием Mitsuoka Roadster на территории Великобритании. В начале 2016 года семейство Ryugi было дополнено универсалом Mitsuoka Ryugi Wagon, в основе которой Toyota Corolla Fielder. Осенью 2016 года была представлена леворульная модель Mitsuoka Galue для продажи в Китае и на Ближнем Востоке.

### (2020—н.в.)

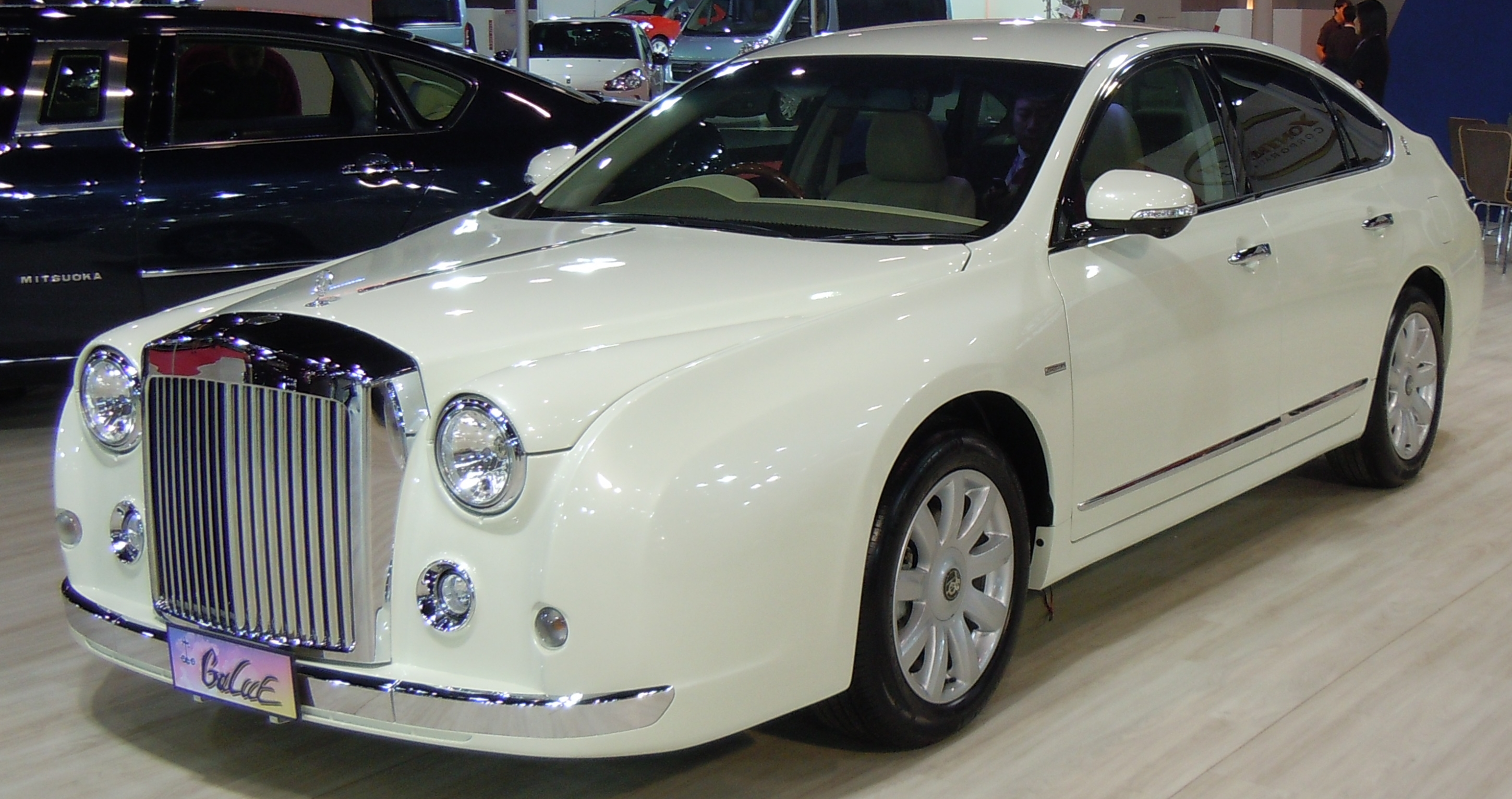
Четвёртое поколение Mitsuoka Galue
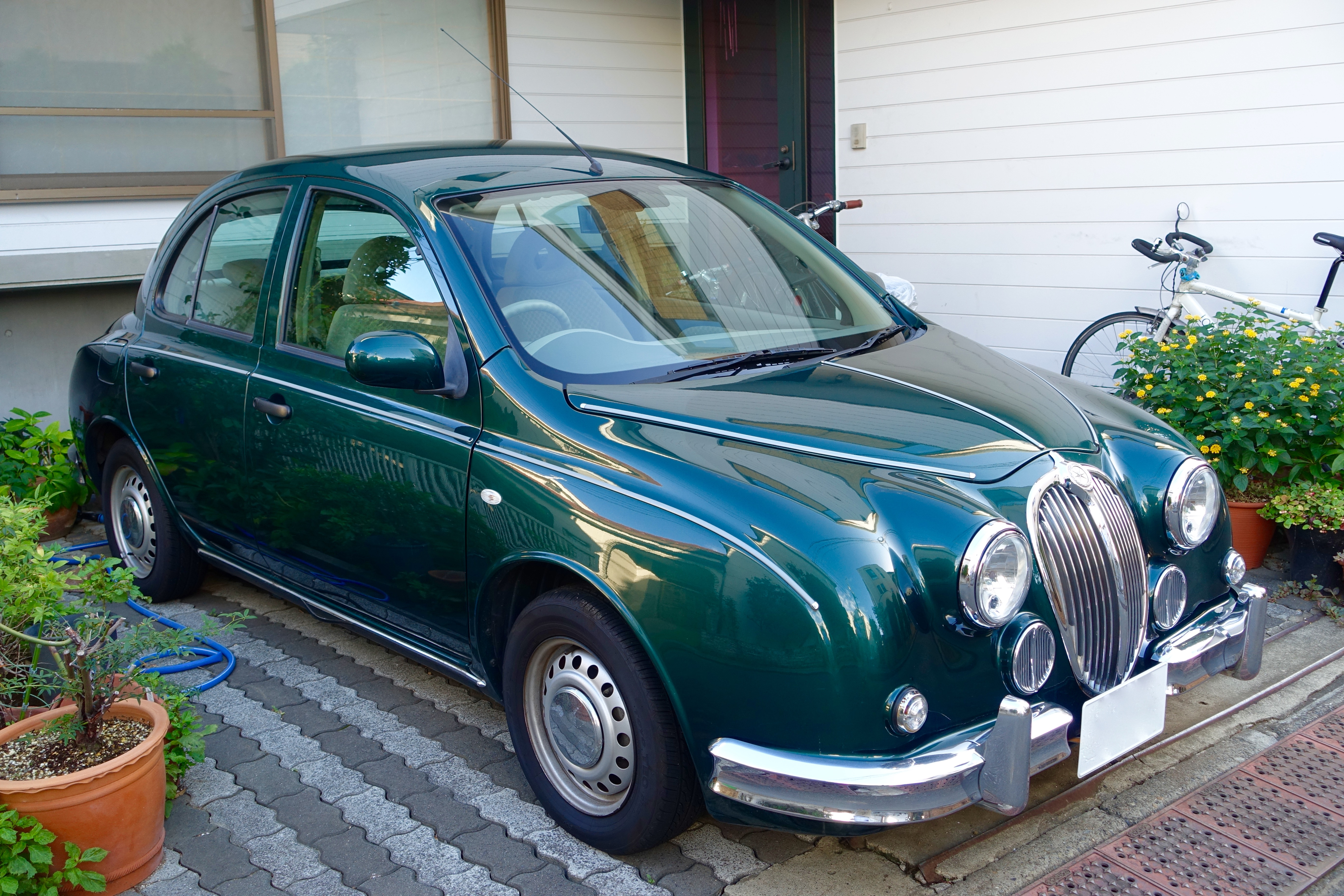
Третье поколение Mitsuoka Viewt
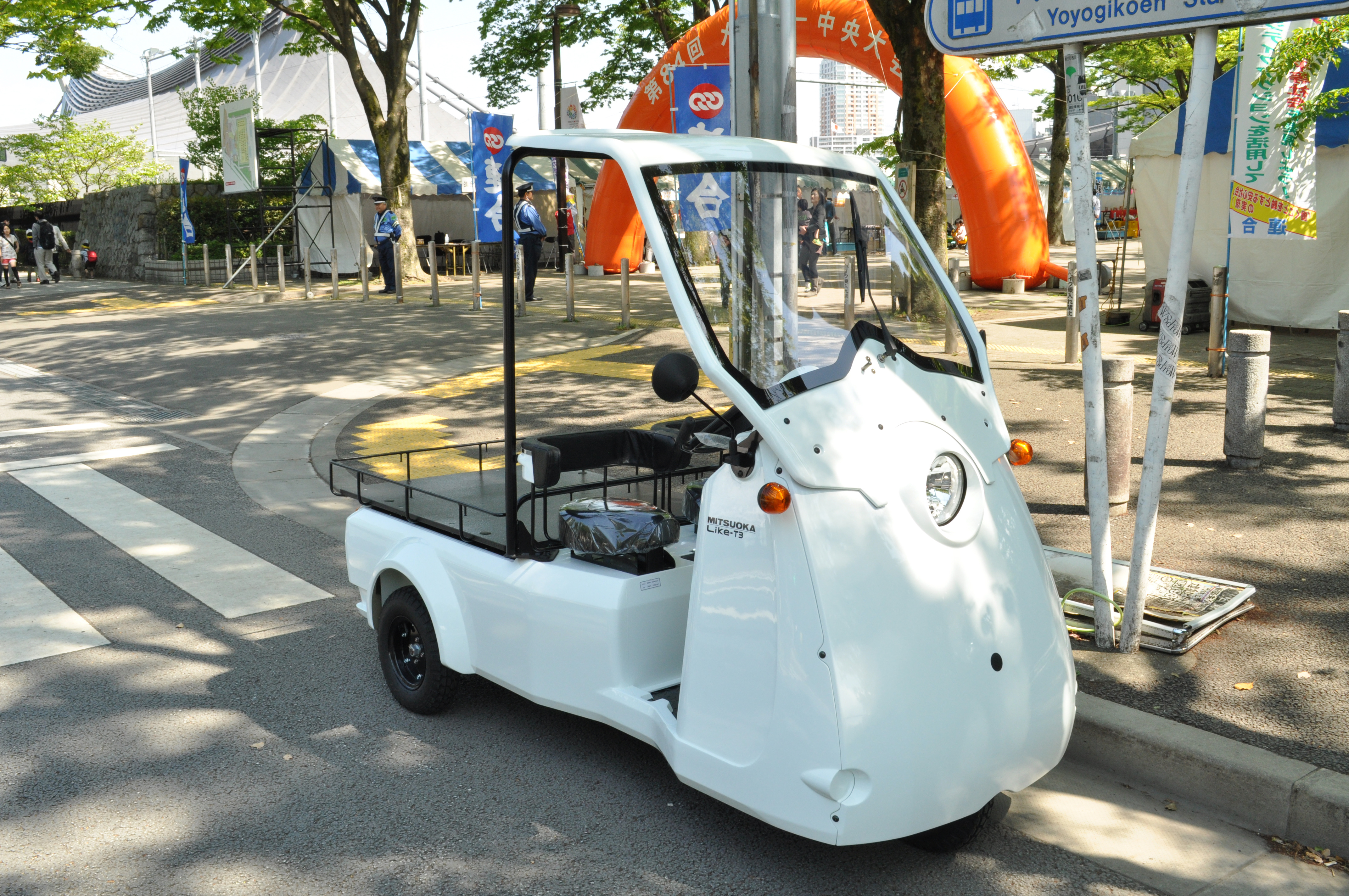
Трёхколёсный электромобиль Mitsuoka Like-T3
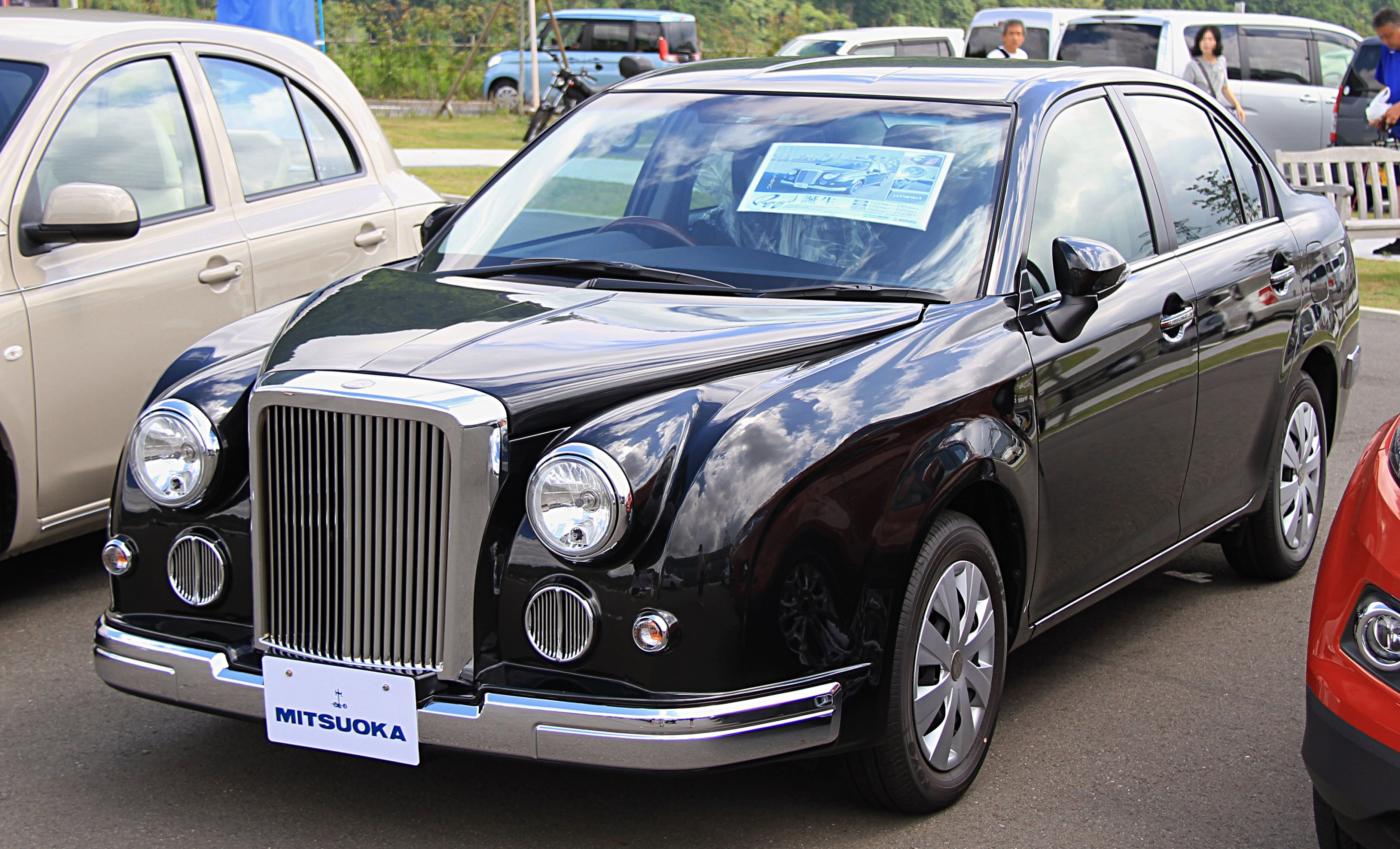
Mitsuoka Ryugi
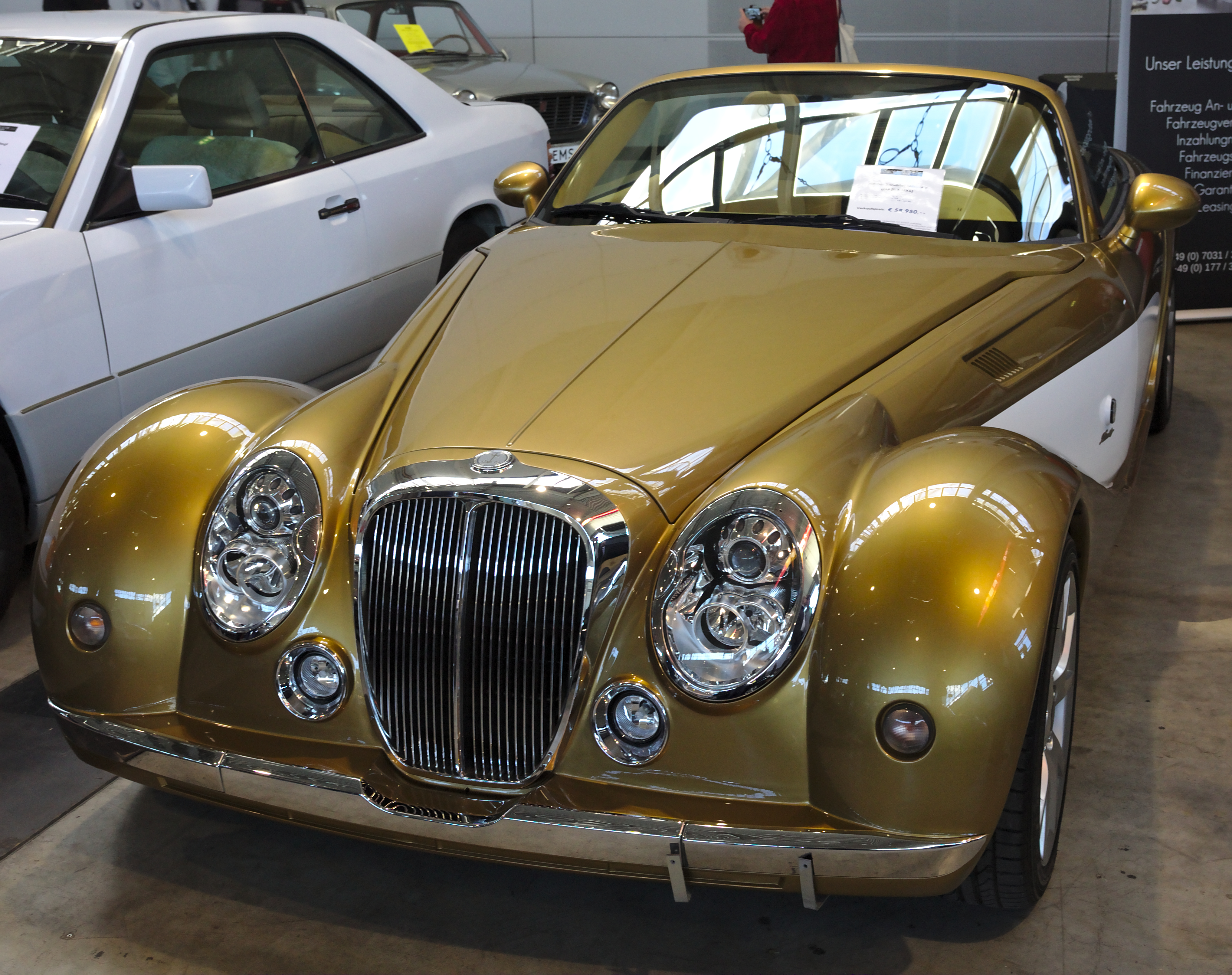
Родстер Mitsuoka Himiko (Mitsuoka Roadster)